# Placebo (Band)
Placebo ist eine britische Alternative-Rock-Band aus London.

## Geschichte
1994 trafen sich Brian Molko (US-Amerikaner/Brite) und Stefan Olsdal (Schwede) zufällig an der U-Bahn-Station South Kensington in London. Beide waren in Luxemburg auf dieselbe Schule gegangen, hatten dort aber kaum Kontakt miteinander gehabt. Molko lud Olsdal zu einem Gig ein, den er mit seinem Schlagzeuger Steve Hewitt bestritt, woraufhin Olsdal sehr angetan von den beiden war und auf Molkos Anfrage in die Band einstieg. Hewitt musste zunächst ausscheiden, da er vertraglich noch bei der Gruppe Breed verpflichtet war. Deswegen engagierten Molko und Olsdal einen Freund von Olsdal, Robert Schultzberg.
Der Bandname „Placebo“ (lat. „ich werde gefallen“) geht darauf zurück, dass sich Mitte der 1990er Jahre mehrere Bands nach Drogen benannten. Um sich davon abzuheben und gleichzeitig die Tradition fortzuführen sowie wegen des Klangbildes, wählten sie den Oberbegriff für Scheinarzneimittel bzw. Scheindrogen als Namen.
Im Januar 1995 hatten die drei ihren ersten offiziellen Auftritt als „Placebo“ im Londoner Rock Garden. Im Oktober selbigen Jahres kam ein Plattenvertrag mit Fierce Panda zustande, und das Lied Bruise Pristine wurde auf einer Split-EP 7" zusammen mit der Band Soup veröffentlicht.
1996 unterschrieb man einen Vertrag mit dem Label Deceptive Records und veröffentlichte als erste Single Come Home. David Bowie wurde auf die Band aufmerksam und war so begeistert von ihren Demoaufnahmen, dass er sie noch vor Erscheinen ihres ersten Albums mit auf seine Tour einlud.

### 1996: Erstes AlbumPlacebo
Im Juni 1996 erschien dann ihr Debütalbum Placebo. Das Album erhielt in Großbritannien die Musikerauszeichnung Gold. Die Single Nancy Boy erreichte Platz vier in den britischen Charts, u. a. weil Placebo eine andere Richtung des Genres repräsentierten und sich deutlich von den britischen Rockbands der damaligen Zeit unterschieden.
Im Juli 1997 trennten sich Molko und Olsdal wegen internen Streitigkeiten von ihrem bisherigen Schlagzeuger Robert Schultzberg und baten Steve Hewitt, wieder in die Band einzutreten. Er nahm das Angebot Molkos und Olsdals wegen der schlechten Lage der Band Breed an.
Ab diesem Zeitpunkt arbeiteten die drei an Demos und Songmaterial und traten als Support-Band für U2 auf deren Tour auf. Unter anderem entstand eine Coverversion des T.-Rex-Liedes 20th Century Boy als Soundtrack des Glam-Rock-Hommage-Films Velvet Goldmine. Todd Haynes, der Regisseur des Films, bezog die Band mit in die Filmproduktion ein und gab ihnen eine Nebenrolle mit einem kurzen Auftritt als Band.

### 1998: Zweites AlbumWithout You I’m Nothing
Das im Oktober 1998 veröffentlichte Album Without You I’m Nothing unterschied sich stilistisch stark von ihrem Erstlingswerk und enthielt hauptsächlich Balladen. Das Album wurde in Kooperation mit David Bowie produziert. Die Single Every You Every Me wurde zum bekanntesten und kommerziell erfolgreichsten Lied der Band in Deutschland. Das Lied war auch einer der Soundtracks des Films Eiskalte Engel. Durch die im Vorspann des Films erfolgte stark veränderte und verkürzte Wiedergabe ihres Liedes erhöhte sich der Bekanntheitsgrad der Band. Darüber hinaus ist es einer der Soundtracks des Films Sorry des US-amerikanischen Brands Flip Skateboards.

### 2000: Drittes AlbumBlack Market Music
Placebo waren bis zum Herbst 1999 durchgehend auf Tour und nahmen im März 2000 eine Pause von fünf Monaten, um Lieder für ihr drittes Album Black Market Music zu schreiben und aufzunehmen. Die CD erschien im Oktober 2000 im Handel. Dieses Album wird von melancholischen Stücken dominiert, ist jedoch in stilistischer Hinsicht rockiger als die Vorgängeralben. Das Lied Spite & Malice enthält Sprechgesangspassagen und politische Botschaften von Justin Warfield, dem damaligen MC von One Inch Punch und derzeitigem Frontmann der Band She Wants Revenge.

### 2003: Viertes AlbumSleeping with Ghosts
Das am 1. April 2003 veröffentlichte Album Sleeping with Ghosts wurde von Jim Abiss (Björk, James Lavelle, Paul Oakenfold, Arctic Monkeys) produziert. Es klingt elektronischer, behält aber die künstlerische Linie der Vorgängeralben konsequent bei, die sich durch Gitarren-Tunings und die Gesangsstimme von Brian Molko auszeichnet.
Das Album wurde in zwei Versionen aufgelegt und so erschien eine Special Edition mit einer Bonus-CD aller Cover-Versionen der Band bis zu diesem Zeitpunkt. Darin enthalten sind vornehmlich Stücke der 1980er Jahre, die die Band seit Bestehen begleiten und sporadisch bei Liveauftritten gespielt wurden. So unter anderem die Titel: Bigmouth Strikes Again (The Smiths), Johnny and Mary (Robert Palmer), 20th Century Boy (T. Rex), Holocaust (Alex Chilton) und I Feel You (Depeche Mode).
Zu den neueren Covers gehören Titel wie Daddy Cool (Boney M), Jackie (Sinéad O’Connor) und The Ballad of Melody Nelson (Serge Gainsbourg). Hervorzuheben sind dabei die besonders erfolgreichen Coverversionen von den Pixies – Where Is My Mind? und Kate Bushs Running Up That Hill, welche beide in das Tourprogramm zum Album aufgenommen wurden.

### 2004: SinglesammlungOnce More with Feeling – The Singles 1996–2004
Im Jahr 2004 veröffentlichten Placebo ihre erste Singlesammlung Once More with Feeling – The Singles 1996–2004. Sie erschien sowohl auf CD als auch auf DVD. Auf der DVD sind zusätzlich alle Videos der Band (außer Come Home) sowie zwei neue Lieder enthalten: Twenty Years und I Do. Twenty Years erscheint zugleich auch als Single.
2005 absolvierte die Band nur wenige ausgewählte Liveauftritte und arbeitete in Südfrankreich an neuen Songs. Am 2. Juli 2005 traten Placebo im Zuge der weltweiten Live8-Konzerte in Paris auf, wo sie aber lediglich zwei Songs (Bitter End und Twenty Years) zum Besten gaben. Das letzte Konzert im Jahr 2005 fand am 5. November 2005 statt und war ein Heimspiel in der ausverkauften Londoner Wembley Arena. Die Band verabschiedete sich für den Rest des Jahres und zog sich in den anschließenden drei Monaten in die Rak Studios zurück, um gemeinsam mit dem französischen Produzenten Dimitri Tikovoi (Peter Kingsbery, Trash Palace, Goldfrapp) an den Aufnahmen für das fünfte Studioalbum zu arbeiten.

### 2006: Fünftes AlbumMeds
Die erste Single Because I Want You erschien am 6. März 2006 in England. Weltweit erschien, ebenfalls am 6. März 2006, die Single Song to Say Goodbye. Das dazugehörige fünfte Album Meds wurde am 10. März 2006 in Deutschland veröffentlicht.
Stilistisch ging Meds wieder stark in Richtung des ersten Albums, reduzierte die elektronischen Einflüsse und stützte sich vermehrt auf die Instrumente Gitarre, Bass, Schlagzeug und Piano – was laut Aussagen der Band nicht nur für die Single, sondern für das gesamte Album galt. Auch arbeiteten Placebo wieder mit Gastmusikern zusammen. So wurde der Opener des Albums Meds mit Alison Mosshart, alias VV von „The Kills“, aufgenommen und ein weiterer Titel, Broken Promise, zusammen mit dem R.E.M.-Sänger Michael Stipe.
Nachdem Tour-Keyboarder Xavior Roide die Band im Jahr 2005 auf eigenen Wunsch verlassen hatte, um sich einer Theaterausbildung zu widmen, begann die längere Suche nach einem Ersatzmann für Liveauftritte. Schließlich wurde der Multiinstrumentalist Alex Lee der britischen Band Suede engagiert.
Placebo begannen ihre Welt-Tournee, die sie eineinhalb Jahre um den Globus führte, am 19. Februar 2006 in Bangkok, Thailand. Am 26. Mai 2006 erschien die zweite Single des Albums, Infra-Red. Am 9. Oktober 2006 erschien als dritte Single Meds.
Mitte Mai 2007 bestätigten Placebo ihre Teilnahme am Project Revolution, einer Konzerttournee die seit 2001 jährlich durch die Gruppe Linkin Park und das Plattenlabel Machine Shop Recordings zum Zweck der Verbindung von Rockmusik und Hip-Hop organisiert wurde.
Am 1. Oktober 2007 wurde auf der offiziellen Internetseite der Band bekanntgegeben, dass Steve Hewitt, der seit dem 1998 erschienenen Album Without You I’m Nothing Schlagzeuger war, die Band wegen persönlicher und musikalischer Differenzen verlassen hatte. Brian Molko und Stefan Olsdal gaben bekannt, dass ab Frühling 2008 dennoch das sechste Album produziert werden solle, um im August wurde gemeldet, dass von nun an Drummer Steve Forrest (* 25. September 1986 in Modesto) am Schlagzeug saß. Dieser spielte zuvor bei der kalifornischen Punkband Evaline.

### 2009: Sechstes AlbumBattle for the Sun
Mit ihrem sechsten Album vollzogen Placebo einen lange geplanten Label-Wechsel von Virgin Records, bei dem sie zunächst für fünf Alben unter Vertrag standen, zum Indie-Label PIAS.
Dazu lautete ein Statement Brian Molkos: „Wir sind darüber erfreut, bei PIAS unterzeichnet zu haben, eine der am meisten respektierten und erfolgreichsten Independent Musikgesellschaften der Welt. Wir waren sehr glücklich darüber, so viele großartige Labels zu haben, die daran interessiert waren, dass wir bei ihnen unterzeichnen. Das bedeutet uns sehr viel, vor allem weil wir seit 12 Jahren Alben veröffentlichen!! Jetzt jedoch denken wir, dass wir den richtigen Partner für Europa in diesen sich stets ändernden Zeiten gefunden haben, um dieses verrückte Abenteuer weiterzuführen und mit unserem neuen Album schwindelerregende Höhen zu erklimmen.“
Am 7. Dezember 2008 traten Placebo vor dem buddhistischen Tempel in Angkor Wat in Kambodscha im Rahmen einer MTV EXIT-Kampagne („end exploitation and trafficking“) des Musiksenders MTV auf. Dieses Konzert war gleichzeitig der Auftakt ihrer Welttournee. Brian Molko bezeichnete es als ihr bisher „einzigartigstes“ Konzert (“it was not the biggest, but it certainly was the most unique and the most special (gig)”). Bei diesem Konzert spielten Placebo halb-akustische und ruhige Versionen einiger ihrer Lieder. Es war das erste Konzert mit dem neuen Schlagzeuger Steve Forrest. Im Dezember 2011 erschien die Live-Aufnahme dieses Konzerts exklusiv bei iTunes.
Am 5. Juni 2009 erschien Battle for the Sun bei PIAS. Bereits vor dem Erscheinen des Albums wurde die gleichnamige Single als Download auf der Website der Band zur Verfügung gestellt. In Japan erschien das Album bereits am 4. Juni 2009 über Solitary Man Records.
In Deutschland erschien als erste Singleauskopplung For What It’s Worth, gefolgt von der Auskopplung Ashtray Heart. Im Februar 2010 erschien mit Bright Lights die dritte Single, welche von einem melodischen Synthie-Gitarrenmix bestimmt war.
Eine DVD zu der Tour dieses Albums ist am 28. Oktober 2011 unter dem Titel We Come in Pieces erschienen.
Im Oktober 2012 erschien die EP B3, die neben der gleichnamigen Single noch vier weitere Songs beinhaltet.

### 2013: Siebtes AlbumLoud Like Love

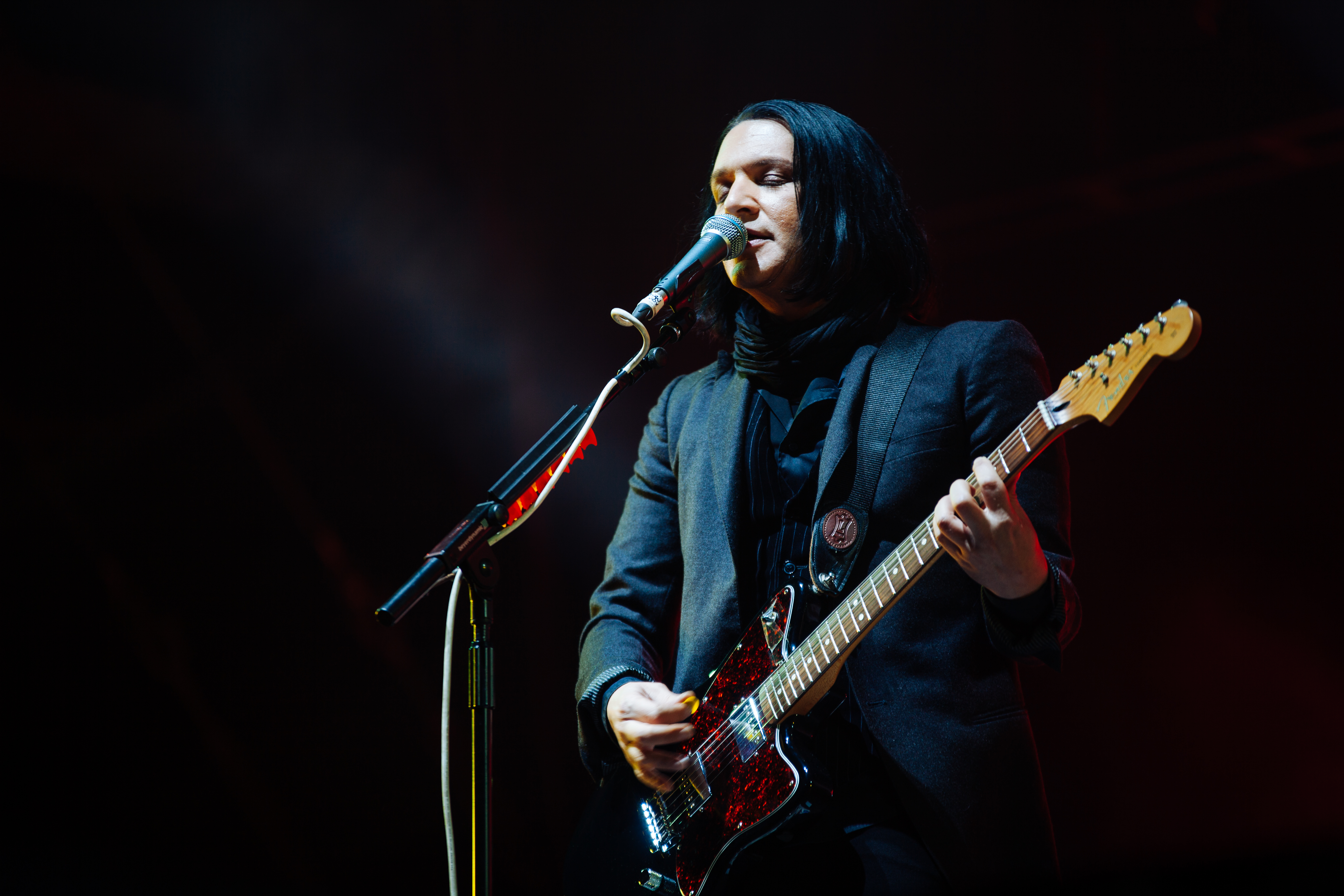
Brian Molko auf dem Highfield-Festival 2014

Am 13. September 2013 wurde das siebte Album mit dem Titel Loud Like Love veröffentlicht. Am 8. Juli 2013 präsentierte Placebo die erste Single Too Many Friends und am 6. August 2013 die zweite Single Loud Like Love.
Am 2. Februar 2015 teilte die Band auf ihrer Homepage mit, dass Schlagzeuger Steve Forrest die Band mit sofortiger Wirkung verlassen habe, um sich auf seine Solokarriere zu konzentrieren. Auf der folgenden Tour wurde er durch Matt Lunn vertreten.
Am 27. November 2015 erschien die Live-Aufnahme MTV Unplugged auf DVD und Blu-Ray sowie als Album-Version. Im Herbst 2021 kündigte die Band an, im März 2022 werde ein neues Album (Never Let Me Go) erscheinen, gefolgt von einer Europatournee.

### 2022: Achtes AlbumNever Let Me Go
Am 25. März 2022 erschien das achte Studioalbum mit dem Titel Never Let Me Go. Am selben Tag spielte Placebo ein Release-Konzert in Berlin. Smartphones, elektronische Watches oder ähnliche Gegenstände, mit denen unter anderem aufgenommen werden kann, wurden explizit nicht erlaubt. Der Veröffentlichung vorangegangen waren vier Single-Auskopplungen.

### 2024: DokuThis Search for Meaning
Im Jahr 2024 erschien eine Dokumentation über die Band unter dem Titel Placebo: This Search for Meaning (Regie: Oscar Sansom).

## Haltung zu Streamingdiensten
Über viele Jahre hinweg weigerten sich Placebo, Alben auf diversen Streamingportalen veröffentlichen zu lassen, da diese nach dem Dafürhalten der Band „Geld auf Kosten anderer machen“. Brian Molko „[…] sehe nicht den Sinn, wirklich gute digitale Rechte [deiner] (der eigenen) Plattenfirma feilzubieten, nur damit man all [deine] (die eigene) Musik auf Streamingseiten bereitstellen kann“.
Brian Molko und Stefan Olsdal bieten ihre letzten Alben nun aber doch im Stream an – vom 16. Februar bis 22. Februar 2015 wurden anlässlich des zwanzigjährigen Bandbestehens die Studioalben unter anderem bei YouTube, Spotify und Deezer online gestellt.

## Bandeigene Gitarrenstimmung
Placebo verwenden in einer Vielzahl ihrer Songs eine für sie charakteristische und von der normalen Stimmung (E A D G H E) abweichende alternative Gitarrenstimmung. Die Saiten der Gitarre werden dabei um einen Halbtonschritt höher gestimmt, die höchste Saite wird dagegen auf C reduziert, sodass die Saiten mit der zweithöchsten, die ebenfalls auf C gestimmt ist, einen sehr kraftvollen höhenlastigen Sound erzielen können (Eis(=F) Ais Dis Gis His(=C) C), um so der hohen Stimmlage des Sängers entgegenzukommen.

## Diskografie
Studioalben

| Jahr | Titel Musiklabel                             | Höchstplatzierung, Gesamtwochen, AuszeichnungChartplatzierungen (Jahr, Titel, Musiklabel, Platzierungen, Wochen, Auszeichnungen, Anmerkungen) | Höchstplatzierung, Gesamtwochen, AuszeichnungChartplatzierungen (Jahr, Titel, Musiklabel, Platzierungen, Wochen, Auszeichnungen, Anmerkungen) | Höchstplatzierung, Gesamtwochen, AuszeichnungChartplatzierungen (Jahr, Titel, Musiklabel, Platzierungen, Wochen, Auszeichnungen, Anmerkungen) | Höchstplatzierung, Gesamtwochen, AuszeichnungChartplatzierungen (Jahr, Titel, Musiklabel, Platzierungen, Wochen, Auszeichnungen, Anmerkungen) | Höchstplatzierung, Gesamtwochen, AuszeichnungChartplatzierungen (Jahr, Titel, Musiklabel, Platzierungen, Wochen, Auszeichnungen, Anmerkungen) | Anmerkungen                                                  |
| Jahr | Titel Musiklabel                             | DE | AT | CH | UK | US | Anmerkungen                                                  |
| ---- | -------------------------------------------- | --- | --- | --- | --- | --- | ------------------------------------------------------------ |
| 1996 | Placebo Virgin Records (EMI)                 | — | — | — | UK5 Platin · (13 Wo.)UK | — | Erstveröffentlichung: 12. Juni 1996 Verkäufe: + 425.000      |
| 1998 | Without You I’m Nothing Virgin Records (EMI) | DE55 (22 Wo.)DE | AT43 (1 Wo.)AT | CH95 (2 Wo.)CH | UK7 Platin · (17 Wo.)UK | — | Erstveröffentlichung: 9. Oktober 1998 Verkäufe: + 1.077.500  |
| 2000 | Black Market Music Virgin Records (EMI)      | DE4 Gold · (23 Wo.)DE | AT7 (13 Wo.)AT | CH15 Gold · (11 Wo.)CH | UK6 Gold · (5 Wo.)UK | — | Erstveröffentlichung: 4. Oktober 2000 Verkäufe: + 1.500.000  |
| 2003 | Sleeping with Ghosts Virgin Records (EMI)    | DE2 Platin · (35 Wo.)DE | AT6 Gold · (33 Wo.)AT | CH3 Gold · (45 Wo.)CH | UK11 Gold (Virgin) + Silber (Hut) · (11 Wo.)UK                                                                                                | — | Erstveröffentlichung: 8. Januar 2003 Verkäufe: + 1.060.000   |
| 2006 | Meds Virgin Records (EMI)                    | DE2 Platin · (31 Wo.)DE | AT1 Gold · (26 Wo.)AT | CH1 Platin · (24 Wo.)CH | UK7 Gold · (4 Wo.)UK | US180 (1 Wo.)US | Erstveröffentlichung: 10. März 2006 Verkäufe: + 590.000      |
| 2009 | Battle for the Sun PIAS (RTD)                | DE1 Gold · (25 Wo.)DE | AT1 (16 Wo.)AT | CH1 (17 Wo.)CH | UK8 Silber · (2 Wo.)UK | US51 (1 Wo.)US | Erstveröffentlichung: 3. Juni 2009 Verkäufe: + 250.000       |
| 2013 | Loud Like Love Vertigo Records (UMG)         | DE3 Gold · (20 Wo.)DE | AT2 Gold · (12 Wo.)AT | CH1 (14 Wo.)CH | UK13 (3 Wo.)UK | US98 (1 Wo.)US | Erstveröffentlichung: 13. September 2013 Verkäufe: + 107.500 |
| 2022 | Never Let Me Go Elevator Lady (SOR)          | DE1 (13 Wo.)DE | AT1 (5 Wo.)AT | CH1 (9 Wo.)CH | UK3 (2 Wo.)UK | — | Erstveröffentlichung: 25. März 2022                          |

## Auszeichnungen
- Kerrang! Awards
  - 2006: für „Classic Songwriter“
- MTV Europe Music Awards
  - 2009: für „Best Alternative Act“